# Fritz Albert Lipmann
Fritz Albert Lipmann (* 12. června 1899 – 24. července 1986) byl americký biochemik židovského původu narozený v Německu (dnes území Ruska). Spolu s Hansem Adolfem Krebsem nositel Nobelovy ceny za fyziologii a lékařství za rok 1953. Oceněn byl za to, že roku 1945 spoluobjevil koenzym A. Objev učinil jako výzkumník Massachusettské všeobecné nemocnice v Bostonu. Později působil jako profesor na Harvardově univerzitě a Rockefellerově univerzitě.